# Siebeneick (Dönberg)
Siebeneick ist eine Hofschaft im Norden der bergischen Großstadt Wuppertal.

## Lage und Beschreibung
Die Hofschaft liegt im Südwesten des Wohnquartiers Dönberg im Stadtbezirk Uellendahl-Katernberg auf einer Höhe von 215 m ü. NHN im Tal des Hardenberger Bachs bei der Einmündung des Heidacker Bachs. 
Benachbarte Orte sind Saurenhaus, Knorrsiepen, Schmürsches, Mutzberg, Dümpel, Fingscheidt, Grüntal, Bruch, Schimmelshaus, Worth, Brink, Schevensiepen, Krieg, Wolfsholz, Frickenhaus, Schmitzhaus, Unten- und Obenrohleder. Östlich befindet sich die Erhebung Woltersberg im Waldgebiet Große Busch/An Woternocken.
In der lokalen Mundart wurde der Ort auch als Seveneick bezeichnet.

## Geschichte und Etymologie
Der Name Siebeneick weist auf sieben Eichen an diesem Ort hin. Die letzte dieser Eichen stand mit einem Stammesumfang von zwei Metern östlich des Hofes und wurde Ende des 19. Jahrhunderts gefällt.
Der Hof Siebeneick wurde erstmals 1355 als Sevenheken in einem Verzeichnis der zur Herrschaft Hardenberg gehörenden Güter urkundlich erwähnt und gehörte im Spätmittelalter zur Herrschaft Hardenberg im Bereich des Herzogtums Berg. Die nächste Erwähnung erfolgte um 1442 im Verzeichnis der Sattel- und Kurmudgüter des Hauses Hardenberg als Seveneyken.
Das Gebiet um Siebeneick wurde aber bereits 1038 als Sivonekon in einer Urkunde des Klosters Werden bzw. 1220 als Siveneken in der kleinen Vogteirolle des Grafen Friedrich von Isenberg-Altena erwähnt. Bis heute heißt die Gemarkung und der Wuppertaler Wohnquartier um den Hof ebenfalls Siebeneick.
In der frühen Neuzeit ist die Zugehörigkeit als Seveneick zur Hardenberger Bauerschaft Oberste Siebeneick beurkundet.
Im 19. Jahrhundert gehörte Siebeneick zu Bauerschaft Obensiebeneick und der Kirchengemeinde Dönberg in der Bürgermeisterei Hardenberg, die 1935 in Neviges umbenannt wurde. Damit gehörte es von 1816 bis 1861 zum Kreis Elberfeld und ab 1861 zum alten Kreis Mettmann. 
Im Gemeindelexikon für die Provinz Rheinland von 1888 werden zwei Wohnhäuser mit 16 Einwohnern angegeben.
Mit der Kommunalreform von 1929 wurde der südöstliche Teil von Obensiebeneick abgespalten und zusammen mit südlichen Dönberger Ortschaften in die neu gegründete Stadt Wuppertal eingemeindet, der Rest Obensiebeneicks mit Siebeneick verblieb zunächst bei Neviges. Durch die nordrhein-westfälische Gebietsreform kam Neviges mit Beginn des Jahres 1975 zur Stadt Velbert und das restliche Obensiebeneick wurde ebenfalls Wuppertal eingemeindet.